# Nguyễn Văn Hận
Nguyễn Văn Hận (sinh ngày 19 tháng 8 năm 1971) là sĩ quan Công an nhân dân Việt Nam. Ông hiện là Thiếu tướng, Ủy viên Ban Thường vụ Tỉnh ủy An Giang, Bí thư Đảng ủy, Giám đốc Công an tỉnh An Giang (sau sáp nhập), Đại biểu Quốc hội khóa XV
Nguyễn Văn Hận là đảng viên Đảng Cộng sản Việt Nam, học vị Cử nhân Cảnh sát nhân dân, Cử nhân Lý luận chính trị, Tiến sĩ Luật. Ông có hơn 30 năm sự nghiệp ngành công an, công tác ở Bạc Liêu, Kiên Giang, An Giang.

## Xuất thân và giáo dục
Nguyễn Văn Hận sinh ngày 19 tháng 8 năm 1971 tại xã Vĩnh Hồng, huyện Hồng Dân, tỉnh Minh Hải, quê quán ở xã Vĩnh Thanh, huyện Phước Long, tỉnh Bạc Liêu. Ông lớn lên và tốt nghiệp 12/12 ở Phước Long, vào tháng 9 năm 1993 thì nhập học Trường Đại học Cảnh sát nhân dân, tốt nghiệp Cử nhân Cảnh sát nhân dân vào tháng 9 năm 1998. Ông là nghiên cứu sinh về tội phạm học và phòng ngừa tội phạm, là Tiến sĩ Luật. Ông được kết nạp Đảng Cộng sản Việt Nam vào ngày 20 tháng 3 năm 1993, là đảng viên chính thức sau đó 1 năm, có bằng cử nhân lý luận chính trị. Hiện ông thường trú ở Phường 7, thành phố Bạc Liêu.

## Sự nghiệp
Tháng 6 năm 1991, Nguyễn Văn Hận tham gia nghĩa vụ Công an nhân dân, là cảnh sát khu vực của Công an Phường 3, thị xã Bạc Liêu, tỉnh Minh Hải. Sau đó 2 năm, khi hoàn thành nghĩa vụ công an, ông theo học 5 năm cho đến tháng 9 năm 1998, tốt nghiệp với cấp hiệu Thiếu úy, được phân công làm cán bộ công an ở thị xã Bạc Liêu, dần dần là Phó Đội trưởng Đội Cảnh sát hình sự, Phó Trưởng Công an Phường 7 của thị xã này. Vào tháng 7 năm 2002, ông được bầu vào Ban Chấp hành Đảng bộ, là Bí thư Chi bộ, Trưởng Công an Phường 1, thị xã Bạc Liêu, công tác 2 năm thì được điều lên Công an tỉnh Bạc Liêu với vị trí Ủy viên Ban Chấp hành Chi bộ, Phó Trưởng phòng Cảnh sát điều tra tội phạm về ma túy. Tháng 3 năm 2009, Nguyễn Văn Hận được điều về huyện Giá Rai, là Ủy viên Ban Thường vụ Đảng ủy, Phó Trưởng Công an huyện, sau 3 năm thì điều chuyển sang thành phố Bạc Liêu, là Ủy viên Ban Thường vụ Đảng ủy, Phó Trưởng Công an thành phố. Vào tháng 4 năm 2013, ông được bầu làm Đảng ủy viên, Bí thư Chi bộ, Chánh Văn phòng Cơ quan Cảnh sát điều tra Công an tỉnh Bạc Liêu, sau đó 1 năm thì trở lại Giá Rai làm Bí thư Đảng ủy, Trưởng Công an thị xã khi huyện này đã được nâng cấp thành thị xã.
Tháng 8 năm 2016, Nguyễn Văn Hận được bầu vào Ban Thường vụ Đảng ủy, được bổ nhiệm làm Phó Giám đốc Công an tỉnh Bạc Liêu. Vào tháng 10 năm 2020, tại Đại hội Đảng bộ tỉnh Bạc Liêu lần thứ XVI nhiệm kỳ 2020–2025, ông được bầu vào Ban Chấp hành Đảng bộ tỉnh, bên cạnh đó được phong cấp hiệu Đại tá Công an. Đầu năm 2021, ông ứng cử là đại biểu quốc hội từ tỉnh Bac Liêu, bầu cử tại đơn vị số 1 gồm thành phố Bạc Liêu, huyện Vĩnh Lợi, huyện Hòa Bình, rồi trúng cử Đại biểu Quốc hội khóa XV với tỷ lệ 80,26%. Ông được phân công làm Phó Trưởng Đoàn Đại biểu Quốc hội chuyên trách phụ trách Đoàn Đại biểu Quốc hội tỉnh Bạc Liêu khóa XV, Tổ trưởng Tổ Đảng. Vào ngày 12 tháng 4 năm 2022, ông được điều tới tỉnh Kiên Giang, được bổ nhiệm làm Giám đốc Công an tỉnh Kiên Giang, đồng thời được bầu bổ sung vào Ban Thường vụ Tỉnh ủy Kiên Giang.

## Khen thưởng
- Huân chương Chiến công hạng Nhì, 2021;
- Huân chương Bảo vệ Tổ quốc hạng Ba, 2010;
- Huy chương Chiến sĩ vẻ vang hạng Nhất, 2011;
- Huy chương Vì an ninh Tổ quốc 2008;

## Lịch sử thụ phong quân hàm
| Năm thụ phong | 2020   | 2025        |  |  |  |  |  |  |  |  |  |
| Quân hàm      |        |             |  |  |  |  |  |  |  |  |  |
| Cấp bậc       | Đại tá | Thiếu tướng |  |  |  |  |  |  |  |  |  |
|               |        |             |  |  |  |  |  |  |  |  |  |